# Sanguisorba sanguisorba
Sanguisorba sanguisorba là loài thực vật có hoa trong họ Hoa hồng. Loài này được (L.) Britton miêu tả khoa học đầu tiên năm 1894.